# Jean d'Aubigny
 (décembre 2023).
Si vous disposez d'ouvrages ou d'articles de référence ou si vous connaissez des sites web de qualité traitant du thème abordé ici, merci de compléter l'article en donnant les références utiles à sa vérifiabilité et en les liant à la section « Notes et références ».
Jean d'Aubigny né à Amiens et décédé à Troyes en 1341, fut un prélat catholique français, évêque de Troyes.

## Biographie
Lorsque Jean de Cherchemont évêque de Troyes, fut nommé au siège épiscopal d'Amiens, le pape choisit pour lui succéder sur le siège épiscopale de Troyes, Jean d'Aubigny qui était alors abbé de l'Abbaye Saint-Martin-aux-Jumeaux d'Amiens. 
Il décéda le 6 novembre et fut inhumé dans la chapelle du Christ Sauveur de la cathédrale de Troyes, sous une dalle de marbre noir.

## Pour approfondir